# Ricardo Gómez Rojí
Ricardo Gómez Rojí (Pedro Bernardo, 1881 - Hortaleza, 1936) fue un sacerdote español, doctor en teología y canónigo de la Catedral de Burgos. Durante la Segunda República participó en política, fue diputado a Cortes y militó en la Comunión Tradicionalista.

## Biografía
Nació en Pedro Bernardo (Ávila) el 9 de junio de 1881. Era el primogénito de Pedro Gómez Beades, profesor de cirugía, y Carolina Josefa Rojí y Sánchez. En 1902 empezó a estudiar Teología en el Seminario Pontificio de Comillas (Santander), donde fue compañero del futuro cardenal de Toledo Pedro Segura. Se ordenó sacerdote en 1906.
Se le destinó como sacerdote en varias parroquias de Toledo, Ávila y Burgos, donde fue coadjutor de la iglesia de Santa Águeda y director del periódico El Castellano, órgano de la Acción Católica diocesana. Logró un gran prestigio como predicador y en el santuario de Nuestra Señora de Pedrajas (Poza de la Sal) llegó a predicar ante 7000 personas el 9 de octubre de 1910.
En 1910 ganó la oposición de canónigo de la Catedral de Burgos, participando en los años siguientes en la organización del movimiento sindical católico-agrario, en el Congreso Eucarístico Internacional de Madrid y en el de Roma.
Tras la proclamación de la Segunda República, participó en la lucha electoral. En las elecciones constituyentes de 1931 fue elegido diputado por Burgos como agrario-católico. El diario El Siglo Futuro afirmó entonces que Gómez Rojí había sido filiado como integrista en los grupos parlamentarios de las Cortes constituyentes junto con Francisco Estévanez Rodríguez y José María Lamamié de Clairac.
La revista Estampa lo describió en estos términos:

Don Ricardo Gómez Rojí, canónigo por oposición, de Burgos, predicador, conferenciante, periodista, organizador de los Sindicatos católicos, dos veces doctor y catedrático de Teología. Gran viajero, conoce casi toda Europa. Es diputado por Burgos y pertenece al grupo agrario.

Ante el proyecto de una Constitución republicana laicista, las minorías agraria y vasco-navarra anunciaron su retirada del Parlamento. Gómez Rojí fue, junto con Beunza, el conde de Rodezno, Oriol, Lamamié de Clairac, Oreja y Urquijo, uno de los firmantes de un manifiesto que explicaba los motivos de la misma y anunciaba que, desde aquel momento, se aplicarían a la revisión de la Constitución. Durante este periodo participó en mítines carlistas, poniendo de relieve la virtualidad del Syllabus de Pío IX en aquellos momentos.
En las Cortes combatiría los proyectos republicanos, defendiendo los derechos de la Iglesia, la moral católica y la propiedad privada. Destacó también por su férrea oposición al Estatuto de autonomía de Cataluña y a la ley de Reforma Agraria y se pronunció a favor del voto femenino. En defensa del derecho natural y la indisolubilidad del matrimonio, se opuso a la inscripción como legítimos de los hijos tenidos fuera del matrimonio y a las leyes de matrimonio civil y de divorcio. Mientras estuvo de diputado en Madrid, residió en la calle Fuencarral, número 143. En la capital de España resultó agredido en una ocasión junto con otro sacerdote.
Se presentó nuevamente por Burgos en las elecciones de 1933, pero no logró acta de diputado, al ser superado en votos en la primera vuelta por cinco otros candidatos derechistas de la lista agraria encabezada por José Martínez de Velasco, entre los que se contaba el tradicionalista Estévanez.

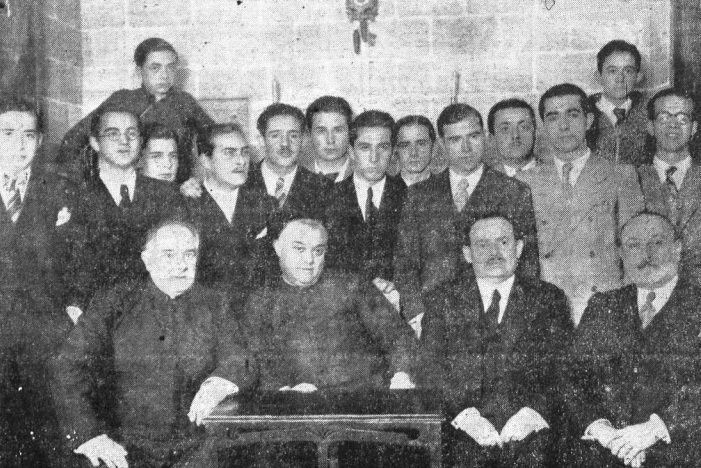
Gómez Roji, 1935

Comprometido en estos años con la causa carlista, el 24 de junio de 1932 fue designado miembro del Consejo de Cultura de la Comunión Tradicionalista presidido por Víctor Pradera, del que también formaban parte algunas de las figuras más relevantes del tradicionalismo español. Fue asimismo colaborador del diario El Siglo Futuro, órgano de la Comunión.
En 1933, año santo jubilar y centenario del carlismo, presidió la Junta Delegada que organizó una peregrinación a Roma de los tradicionalistas españoles, desfilando en la capital de la Italia fascista los carlistas tocados con sus boinas rojas y las margaritas con las boinas blancas. Con motivo de esta peregrinación, el pretendiente Don Alfonso Carlos de Borbón escribió a Gómez Rojí el 19 de julio, manifestándole: 

«Con gusto indecible hubiéramos querido abrazar a tantos leales, pero nos fue absolutamente imposible el ir a verlos en Roma».

Pocos días después de estallar la Guerra Civil, acudieron a su domicilio policías republicanos y milicianos izquierdistas, pero no lo apresaron. Según testimonio de su sobrina, María de los Reyes Gómez, el 15 de agosto llegaron nuevamente unos milicianos y en esa ocasión se lo llevaron diciendo que a la hora le volverían a traer a casa, pero fue fusilado esa misma noche entre el kilómetro 7 y 8 de la carretera de Madrid a Hortaleza. La Gaceta de Madrid describió las pertenencias con que había sido hallado su cadáver.

## Memoria
En la década de 1960 el Círculo Cultural Vázquez de Mella de Burgos presidido por José María Codón, y la Hermandad de Excombatientes de Tercios de Requetés, realizaron actos públicos de homenaje en su memoria y en la de José María Albiñana, definiendo a ambos diputados por Burgos como «Mártires de la Tradición y de la Cruzada».
Una lápida en la fachada de la iglesia de Pedro Bernardo exhibía su nombre junto al de José Antonio Primo de Rivera y otros dieciséis pedrobernardeses muertos por el bando republicano durante la Guerra Civil, bajo la leyenda «Caídos por Dios y por la Patria. ¡Presentes!». En 2008 dicha lápida fue retirada y destruida por orden del Ayuntamiento del pueblo, acción que fue realizada de manera ilegal, según sentencia del Juzgado de lo Contencioso Administrativo de Ávila.